# Marca Futsal
L'Associazione Sportiva Dilettantistica Marca Futsal è stata una squadra italiana di calcio a 5 con sede a Castelfranco Veneto. Inizialmente nota come Treviso calcio a 5; dal 2005 al 2014 prima come Marca Trevigiana e poi come Marca Futsal ha vissuto i suoi anni di maggiore gloria, laureandosi campione d'Italia nelle stagioni 2010-11 e 2012-13.

## Storia

### Le origini
Fondata da un gruppo di amici di Silea sull'onda dell'entusiasmo seguito ai Mondiali di calcio del 1990, dopo cinque stagioni di attività amatoriale nel 1997 lo Sporting Club Silea si affilia alla FIGC, vincendo immediatamente il campionato e approdando così in Serie C1. La vittoria della massima categoria regionale (2001-02), giunta in concomitanza con l'affermazione nella Coppa Italia regionale, proietta La Marca Treviso in Serie B nazionale. In seguito all'ingresso di alcuni nuovi soci provenienti dalla Alta Marca, nel 2002 la società cambia nuovamente nome in Treviso Calcio a 5, spostando il campo da gioco al PalaCicogna di Ponzano Veneto. Il nuovo assetto societario porta i frutti sperati e appena due anni più tardi la squadra vince il campionato di Serie B 2003-04, giungendo anche alla semifinale di Coppa Italia di categoria, dove è tuttavia eliminata dal Palextra Fano.

### Serie A2
Nella stagione 2004-2005 disputa la prima annata nella seconda divisione nazionale, classificandosi sesta. 
A luglio dell'anno successivo, vi è il cambio di denominazione in Marca Trevigiana Calcio a 5; con il nuovo presidente Massimo Bello e la sponsorizzazione da parte della Seep, la Marca Trevigiana conquista i play-off contro il Pescara Sport Five che la elimina 2-4 7-3 dopo i tempi supplementari. Nella stagione 2006-2007 la Marca Trevigiana disputa nuovamente la Serie A2; le gare interne sono giocate al "PalaMazzalovo" a Montebelluna. La squadra giunge alla finale della Coppa Italia di Serie A2 con la possibilità di disputare la gara sul proprio campo di Montebelluna, sede della final eight, ma la formazione veneta è sconfitta per 5-3 dopo i tempi supplementari dalla Napoli Barrese. Nella medesima stagione la squadra però ottiene la storica promozione alla Serie A e la possibilità di disputare i play-off per lo scudetto, dopo aver terminato la stagione regolare al primo posto davanti al Cadoneghe Futsal con 66 punti frutto di 21 vittorie, 3 pareggi e solo due sconfitte. Nei play-off la Marca segna due record storici a tutt'oggi ineguagliati: è infatti la prima ed unica formazione di Serie A2 a giungere al secondo turno dopo aver sconfitto agli ottavi di finale il Bisceglie, quinto classificato nella massima serie. La squadra di Ramiro López Díaz lo migliora ulteriormente eliminando nei quarti di finale i campioni d'Italia dell'Arzignano Grifo battuti due volte consecutive al PalaTezze di Arzignano. Conclude il cammino contro i futuri campioni della Luparense, dopo avere perso in casa e pareggiando in trasferta.

### Serie A
Nella stagione 2007-2008 la Marca conclude la stagione regolare al 5º posto e viene eliminata ai quarti dei play off dalla Lazio. Dopo un anno di lavoro, il 2 dicembre 2008 la Marca esonera l'allenatore brasiliano Sérgio Benatti e richiama il tecnico della promozione nella massima serie Ramiro Lopez Diaz. Nel febbraio 2009 nella final eight di Coppa Italia la squadra viene eliminata in semifinale dall'Arzignano dopo aver battuto ai quarti il Napoli ai supplementari. Il 28 maggio 2009, nella gara 3 della semifinale play-off, la Marca perde ai rigori 9-8 (dopo che i supplementari erano terminati con un palpitante 4-4) contro il Montesilvano, dando quindi l'addio al sogno scudetto. Nel luglio del 2009 c'è ancora un cambio di nome: da Marca Trevigiana a Marca Futsal.
Per il campionato 2009-10 con l'acquisto di cinque giocatori di grandissimo livello quali Edgar Bertoni, Jonas Pinto Junior, Alexandre Feller e da dicembre anche Fernando Grana e Márcio Brancher, la Marca si candidava come principale rivale della Luparense nella lotta al tricolore.

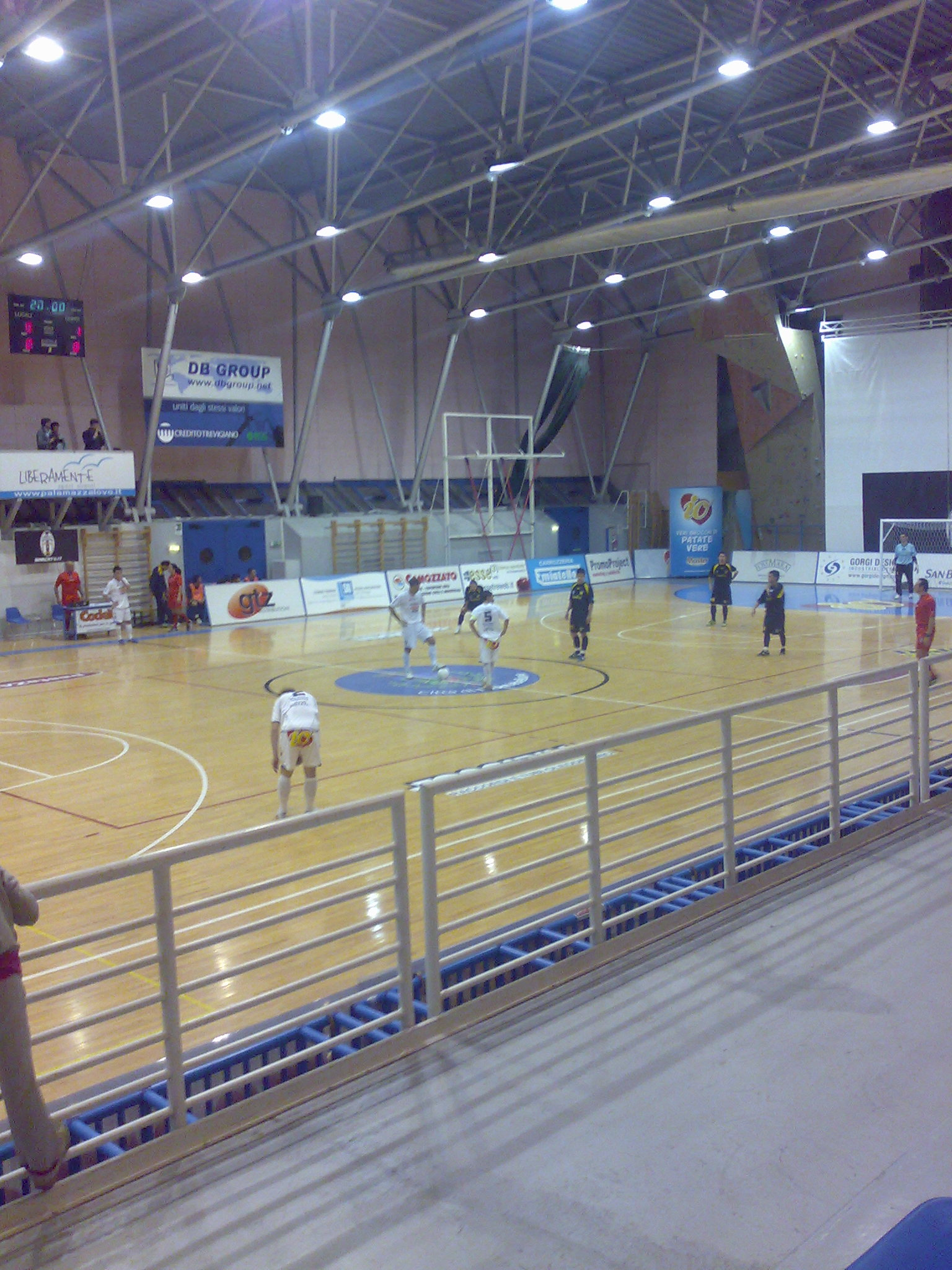
Partita tra Marca Trevigiana (maglia bianca) e CLT Terni al PalaMazzalovo

L'8 marzo 2010 conquista per la prima volta la Coppa Italia battendo in finale il Napoli Vesevo per 3-2 con reti di Bertoni, Duarte e Brancher.
Dopo aver dominato in lungo e in largo la regular season, la Marca perde malamente in casa la finale scudetto per 6-1 contro il Montesilvano in una serata davvero maledetta per i colori bianconeri.
Il fallimento in campionato ridisegna la rosa con le partenze degli esperti Grana, Brancher, De Nichile e Cristiano Scandolara.
Il 2009-2010 segna anche un importante traguardo a livello giovanile con l'approdo alle Semifinali Scudetto dell'Under 21 sempre guidata da Ramiro López Díaz e con Wellington Coco anima della squadra che con i vari Dal Cin, Fraccaro, Caverzan, Bounar, Magaton, Bazzerla, Vyshka, Boffo, Buratto e Zonta ha dovuto cedere il passo solo alla più brasiliana Aosta sconfitta poi in finale dal CLT Terni.
Il colpo del mercato della stagione 2010-2011 è il pivot della nazionale italiana Alessandro Patias, ma soprattutto cambia la guida della squadra affidata ora all'emergente Tiago Polido.
Con il nuovo tecnico la Marca trova subito la prima importante affermazione: la Supercoppa italiana (calcio a 5), in casa dei campioni d'Italia del Montesilvano, con un secco 3-0 siglato da Wilhelm, Bellomo e Nora. La formazione trevigiana non riesce però a difendere la coppa Italia persa in finale con la Lazio dopo i tempi supplementari.
La squadra chiude nettamente prima la regular season subendo solo una sconfitta. Nei play-off supera prima il Putignano, poi i campioni in carica del Montesilvano e in finale contro il sorprendente Pescara vince la serie 3-1 (4-3, 2-1, 1-2, 7-1) aggiudicandosi così per la prima volta lo scudetto.

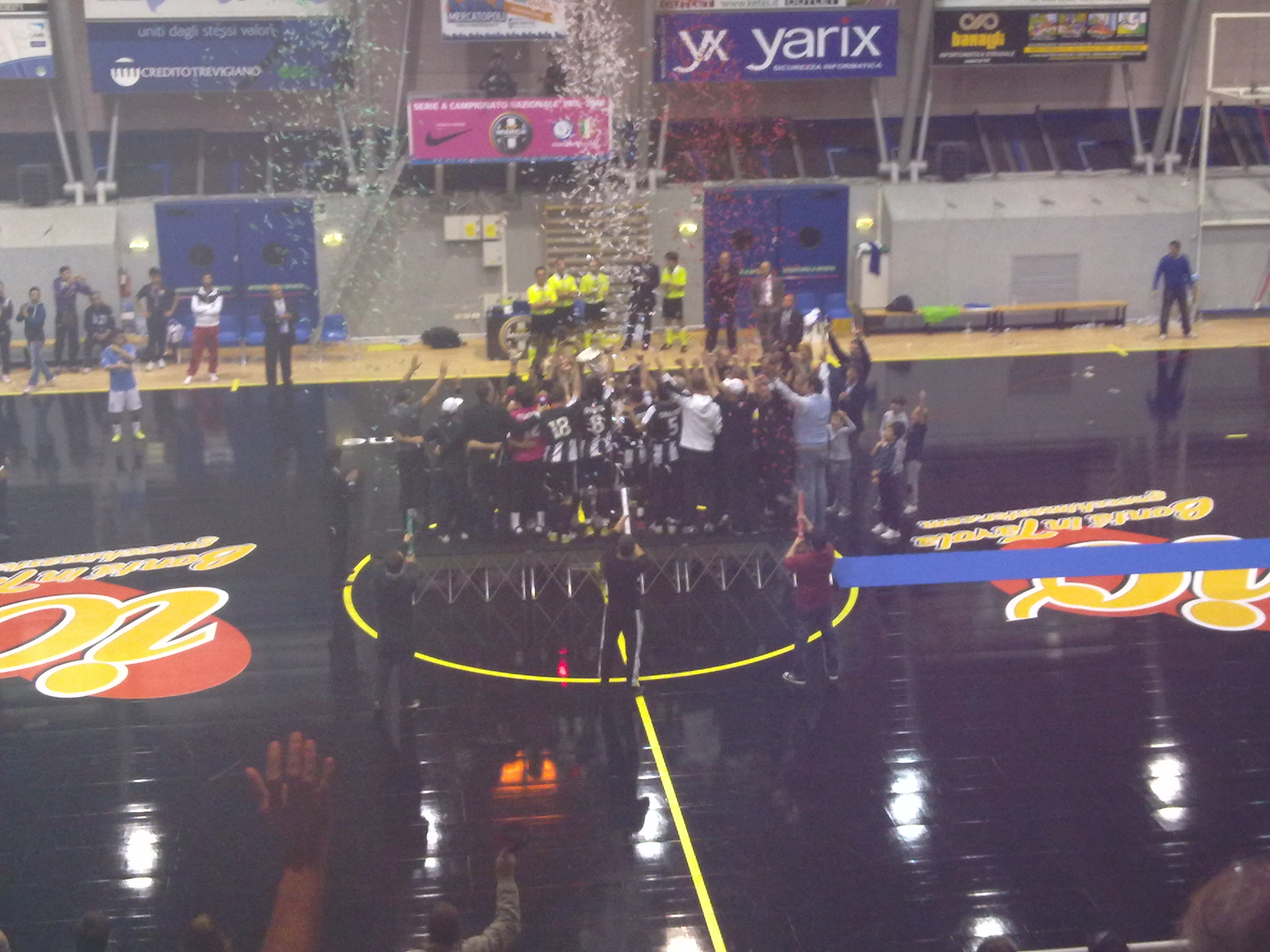
La Marca Futsal alza la sua seconda Supercoppa Italiana

Nella stagione successiva viene tesserato il leggendario Adriano Foglia, per sostituire Patias ceduto all'Asti. La Marca conquista immediatamente la Supercoppa italiana. In Coppa UEFA giunge terza mentre in campionato arriva seconda nella regular season e perde nella finale scudetto contro la Luparense dopo cinque gare.
Nel 2012-13, la stagione non parte nel migliore dei modi. Nonostante un mercato di primo livello con gli acquisti del nazionale spagnolo Borja Blanco, del pivot Chimanguinho e dell'azzurro Marco Ercolessi, il tecnico Tiago Polido rassegna le dimissioni a due giorni dalla prima partita di campionato, sostituito dal suo secondo Sylvio Rocha che guida la squadra fino al 4 gennaio 2013 quando viene esonerato dalla società. Gli subentra Julio Fernandez, che traghetta la squadra nelle zone alte della classifica. Una serie di infortuni penalizzano il team che interrompe la sua serie positiva ed arriva ai play-off scudetto come quinta classificata nella regular season. Nonostante i pronostici non favorevoli, qui comincia il vero capolavoro dei bianconeri che battono nei quarti di finale la Cogianco Genzano (3-2 e 4-2) e sconfiggono in semifinale il favoritissimo Asti (2-2 e 3-2). Gli avversari che si trovano davanti per l'ultimo verdetto, sono i cugini della Luparense. Anche qui i castellani, scrivono un capitolo di storia in quanto sono la prima compagine italiana a mettere in cassaforte lo scudetto vincendo le prime tre finali e tutte ai tempi regolamentari.(3-2 /5-2/ 3-2). Per la Marca Futsal è il secondo tricolore nel giro di tre anni.
In estate c'è il cambio del main sponsor, da "Hidrax" a "Pasta Zara" ma soprattutto vi è il trasloco alla Zoppas Arena che nella stagione 2013-14 ospita le partite interne della formazione castellana. Durante la sessione estiva, vengono acquistati diversi giocatori: Leitão, Sergio, Andrei Dan, Luca Morassi, Fabian e il portiere Marco Zaramello, mentre lasciano la Marca Guilherme Kuromoto, Jonas, Bebetinho ma soprattutto le bandiere Fernando Wilhelm e Vinícius Duarte. Il 28 settembre avviene il debutto nel nuovo impianto in occasione della finale di Supercoppa italiana contro la Luparense persa per 7-3. 
La settimana successiva volando in Ucraina per disputare la main round della Coppa UEFA. Nonostante un ottimo avvio con la vittoria sullo Sporting Paris per 4-0, nella seconda gara c'è il giallo del 2-2 contro il Tulpar Kadagandy legato a un sessantesimo di secondo di gioco, con gli arbitri che nell'ultimo minuto di partita improvvisano un cronometraggio approssimativo perché il tabellone elettronico era fuori uso. La società castellana reclamerà che il contestato pareggio di Douglas al 19'59" sia avvenuto a tempo scaduto. L'episodio si rivelerà decisivo nel prosieguo della competizione poiché nella terza partita, i bianconeri perdono per 1-4 contro il Lokomoyiv Kharkiv che li appaia in classifica e supera il turno in virtù degli scontri diretti. Il campionato inizia con due sconfitte ma la striscia di sette risultati utili consecutivi permette alla Marca di chiudere il girone d'andata al secondo posto in classifica ma soprattutto garantisce la qualificazione alla Coppa Italia. La ritrovata competitività viene tuttavia infranta il 6 dicembre 2013 da un comunicato ufficiale della società che sancisce il ridimensionamento della squadra a causa del disimpegno economico di uno dei principali sponsor. L'allenatore Fernández fa ritorno in Spagna mentre tutti i giocatori sono ceduti. La prima squadra sarà composta dai giovani della Under 21, laureatisi campioni d'Italia per la categoria allievi nella precedente stagione, e sarà guidata in panchina da Leonardo Calmonte.

## Cronistoria
| Cronistoria della Marca Futsal |
| --- |
| - 1997 · Fondazione dello Sporting Club Silea, con sede a Silea. - 1997-98 · 1ª nel girone ? di Serie D Veneto. Promossa in Serie C. - 1998 · Trasferimento della sede a Treviso, assume la denominazione La Marca Treviso. - 1998-99 · 4ª nel girone B di Serie C1 Veneto. - 1999-00 · 6ª nel girone B di Serie C1 Veneto. Finalista di Coppa Italia regionale. - 2000-01 · 5ª in Serie C1 Veneto. Semifinalista play-off promozione. ? in Coppa Italia regionale. - 2001-02 · 1ª in Serie C1 Veneto. Promossa in Serie B. Vince la Coppa Italia regionale (1º titolo). - 2002 · Assume la denominazione Treviso C5. - 2002-03 · 4ª nel girone B di Serie B. - 2003-04 · 1ª nel girone B di Serie B. Promossa in Serie A2. Semifinalista di Coppa Italia di Serie B. - 2004-05 · 6ª nel girone A di Serie A2. 1ª fase di Coppa Italia di Serie A2. - 2005 · Fusione con il Castelfranco C5 e nascita della Marca Trevigiana C5, con sede a Castelfranco Veneto. - 2005-06 · 5ª nel girone di Serie A2. Finalista play-off promozione. - 2006-07 · 1ª nel girone di Serie A2. Promossa in Serie A. Semifinalista play-off scudetto. Finalista di Coppa Italia di Serie A2. - 2007-08 · 5ª in Serie A. Quarti di finale play-off scudetto. Quarti di finale di Coppa Italia. - 2008-09 · 3ª in Serie A. Semifinalista play-off scudetto. Semifinalista di Coppa Italia. - 2009 · Assume la denominazione Marca Futsal. - 2009-10 · 1ª in Serie A. Finalista play-off scudetto. Vince la Coppa Italia (1º titolo). - 2010-11 · 1ª in Serie A. Campione d'Italia (1º titolo). Finalista di Coppa Italia. Vince la Supercoppa italiana (1º titolo). - 2011-12 · 2ª in Serie A. Finalista play-off scudetto. Quarti di finale di Coppa Italia. Vince la Supercoppa italiana (2º titolo). 3ª in Coppa UEFA. - 2012-13 · 5ª in Serie A. Campione d'Italia (2º titolo). Semifinalista di Coppa Italia. - 2013-14 · 10ª in Serie A. Retrocessa in Serie A2. Sconfitta ai play-out. 1ª fase di Winter Cup. Finalista di Supercoppa italiana. Turno principale di Coppa UEFA. - 2014 · Scioglimento della società. |

## Colori e simboli

### Colori
I colori dell'uniforme della Marca, sono il nero e il bianco. La maglia principale è a strisce verticali bianche e nere con pantaloncini normalmente bianchi, talvolta neri.

### Simboli ufficiali

#### Stemma
Il logo della Marca Trevigiana era di forma ovale con una corona gialla e il nome della squadra scritto in primo piano, mentre sullo sfondo una striscia nera centrale e nei lati bianche e grigie rappresentavano i colori della squadra.
Il primo logo della Marca Futsal era di forma rotonda e composto da una corona con il nome della squadra scritto sotto di essa, il tutto decorato con i colori tipici della squadra.
La versione attuale ha fatto la sua comparsa nel 2012: rispetto al precedente stemma si distingue per la comparsa del tricolore italiano (simbolo dello scudetto vinto), per l'inversione dei colori nelle colonne bianconere verticali e in generale, per le linee più sottili e maggiormente arrotondate.

Stemma della Marca Trevigiana dal 2005 al 2009
Stemma utilizzato dal 2009 al 2012
Stemma in uso dal 2012 al 2014

## Strutture

### Palazzetto
Rappresentando ideologicamente l'intera provincia di Treviso, nella sua storia la Marca Futsal ha giocato gli incontri interni in diversi impianti tra cui il PalaCicogna di Ponzano Veneto, il PalaMazzalovo di Montebelluna e la Zoppas Arena di Conegliano.

## Società

### Organigramma societario
- Massimo Bello - Presidente
- Paolo Foscarin - Presidente onorario
- Antonio Mezzomo - Vicepresidente
- Pamela Sartor - Segretaria
- Pier Antonio Varo - Direttore generale
- Pamela Sartor - Addetta stampa
- Franco Bertolo - Responsabile logistica
- Stefano Ali - Responsabile marketing e direttore comunicazione
- Sebastiano Menapace - Tesoriere
- Antonio Mezzomo - Affari legali

### Sponsor
- 2007-2009 Diadora
- 2009-2012 Nike
- 2012-2014 Joma

- 2005-2006 Seep
- 2007-oggi Foscarin
- 2008-2009 Pasta Zara
- 2009-2012 Io master
- 2012-2013 Hidrax
- 2013-2014 Pasta Zara

## Allenatori
- 1997-2005 ?
- 2005-2006 ·  Ramiro López Díaz
- 2006-2007 ·  Ramiro López Díaz
- 2007-2008 ·  Ramiro López Díaz,  Sérgio Benatti
- 2008-2009 ·  Sérgio Benatti,  Ramiro López Díaz
- 2009-2010 ·  Ramiro López Díaz
- 2010-2011 ·  Tiago Polido
- 2011-2012 ·  Tiago Polido
- 2012-2013 ·  Sylvio Rocha,  Julio Fernández Correa
- 2013-2014 ·  Julio Fernández Correa,  Leonardo Calmonte

## Palmarès

### Competizioni nazionali
- Campionato di serie A: 2

2010-2011, 2012-2013
- Coppa Italia: 1

2009-10
- Supercoppa italiana: 2

2010, 2011
- Campionato di serie A2: 1

2006-2007

### Competizioni giovanili
- Campionato Nazionale Allievi: 1

2012-2013

## Statistiche e record

### Partecipazione ai campionati
| Livello | Categoria | Partecipazioni | Debutto   | Ultima stagione |
| ------- | --------- | -------------- | --------- | --------------- |
| 1°      | Serie A   | 7              | 2007-2008 | 2013-2014       |
| 2°      | Serie A2  | 3              | 2004-2005 | 2006-2007       |
| 3°      | Serie B   | 2              | 2002-2003 | 2003-2004       |

### Statistiche di squadra
La Marca Futsal è l'unica squadra che è arrivata a disputare le semifinali scudetto dopo aver vinto la serie A2. Questo record risulta tuttora imbattibile visto il nuovo regolamento.
L'8 marzo 2008 la Marca ottiene il risultato record contro il Perugia vincendo 30-3. Il primo tempo si era chiuso sul risultato di 18-0. Inoltre per la prima volta nella sua storia il 15 aprile 2009 i trevigiani si sono ritrovati in testa solitari nella classifica della serie A.
Il 26 novembre 2011 la Marca ha perso un'imbattibilità casalinga che durava da 540 giorni, a partire dal 5 giugno 2010.

### Staff tecnico
- Sebastiano Menapace - Dirigente responsabile prima squadra
- Julio Fernández - Allenatore
- Lorenzo Riela - Preparatore atletico
- Andrea Mastino - Fisioterapista
- Franco Stradiotto - Massaggiatore
- Giorgio Girardi - Medico
- Leonardo Calmonte - Responsabile settore giovanile